# International Musicological Society
Die International Musicological Society (IMS) (deutsch: Internationale Gesellschaft für Musikwissenschaft) ist eine am 30. September 1927 in Basel gegründete Organisation für die internationale Koordination der Musikwissenschaft. Sie ist die Nachfolgeorganisation der von 1898 bis 1914 bestehenden Internationalen Musikgesellschaft (IMG).
Das Hauptquartier der Organisation befindet sich in Basel. Das angestrebte Ziel der IMS ist die internationale Zusammenarbeit all derjenigen, die an musikwissenschaftlichen Fragestellungen interessiert sind. Dabei steht sie sowohl Einzelpersonen als auch Organisationen offen. Sie wird durch Mitgliedsbeiträge, Spenden und sonstige Fördermittel finanziert.

## Acta Musicologica

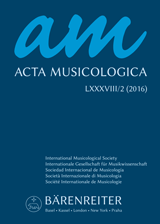
Die Zeitschrift Acta Musicologica

Die IMS gibt die wissenschaftliche Fachzeitschrift Acta Musicologica heraus, in der musikwissenschaftliche Arbeiten von internationaler Bedeutung (nach der Prüfung durch zwei unabhängige Doppelblindgutachten) veröffentlicht werden. Die Zeitschrift erscheint seit 1954 bei Bärenreiter und seit 2023 im Eigenverlag der IMS. Jedes Jahr erscheinen zwei Hefte.

## Leitung
- Präsident: Kate van Orden
- Vizepräsidenten: John Griffiths, Théodora Psychoyou

## Liste der Präsidenten
- Peter Wagner (1927–1931)
- Edward Dent (1931–1949)
- Knud Jeppesen (1949–1952)
- Albert Smijers (1952–1955)
- Paul Henry Lang (1955–1958)
- Friedrich Blume (1958–1961)
- Donald J. Grout (1961–1964)
- Vladimir Fédorov (1964–1967)
- Kurt von Fischer (1967–1972)
- Eduard Reeser (1972–1977)
- Ludwig Finscher (1977–1982)
- Ivan Supičić (1982–1987)
- Christoph-Hellmut Mahling (1987–1992)
- Stanley Sadie (1992–1997)
- László Somfai (1997–2002)
- David Fallows (2002–2007)
- Tilman Seebass (2007–2012)
- Dinko Fabris (2012–2017)
- Daniel K. L. Chua (2017–2022)
- Kate van Orden (2022–2027)